# Колтас (деревня)
Колтас — деревня в Вилегодском муниципальном округе Архангельской области.

## География
Находится в юго-восточной части Архангельской области на расстоянии приблизительно 20 км на северо-запад по прямой от административного центра района села Ильинско-Подомское на левобережье реки Виледь.

## История
Была отмечена уже только на карте 1984 года. До 2020 года входила в состав Никольского сельского поселения до его упразднения. Во время переписей 2002 и 2010 годов учитывалась как село,.

## Население
Численность населения: 4 человека (русские 75 %) в 2002 году, 5 в 2010.